# Miguel Muñoz Pantoja
Miguel Muñoz  (Junín, 30 de noviembre de 1975) es un Gran Maestro Internacional (GM) peruano de ajedrez que representa actualmente a España.

## Resultados destacados en competición
Fue subcampeón de España, en el año 2012, por detrás de Julen Luis Arizmendi Martínez. Fue una vez Campeón de Cataluña de ajedrez, en el año 2012, y resultó subcampeón en una ocasión, en el año 2005.
Fue una vez Campeón de Cataluña de ajedrez rápido, en el año 2010, y resultó subcampeón en dos ocasiones, en los años 2006 y 2009. En España, fue Campeón del Open de Martorell, en el 2008; subcampeón del Open Internacional Activo Santa Coloma de Queralt, en el 2005; y subcampeón del Open Internacional Villa de Sitges, en el 2005 y 2011.